# Las Ánimas, Sonora
Las Ánimas är en ort i Mexiko.   Den ligger i kommunen Huatabampo och delstaten Sonora, i den västra delen av landet, 1 300 km nordväst om huvudstaden Mexico City. Las Ánimas ligger 6 meter över havet och antalet invånare är 104.
Terrängen runt Las Ánimas är platt. Havet är nära Las Ánimas åt sydväst. Runt Las Ánimas är det ganska tätbefolkat, med 67 invånare per kvadratkilometer. Närmaste större samhälle är Las Bocas, 1,8 km söder om Las Ánimas. Omgivningarna runt Las Ánimas är i huvudsak ett öppet busklandskap.